# Sankt Thomas am Blasenstein
Sankt Thomas am Blasenstein é um município da Áustria localizado no distrito de Perg, no estado de Alta Áustria.